# Bitsch
Bitsch (deutsch und lothringisch; amtlich französisch Bitche) ist eine französische Stadt mit 4899 Einwohnern (Stand 1. Januar 2022) im Département Moselle in der Region Grand Est (bis 2015 Lothringen). Sie gehört zum Arrondissement Sarreguemines, zum Kanton Bitche und ist Sitz des Gemeindeverbandes Pays de Bitche.
Die Einwohner nennen sich auf Französisch Bitchois und auf Deutsch Bitscher. Spitzname: „Rampartritscher“.

## Geographie

### Lage
Die Kleinstadt Bitsch liegt unweit der Grenze zu Rheinland-Pfalz (20 Kilometer südlich von Hornbach, 30 Kilometer südlich von Zweibrücken und Pirmasens) und zum Saarland (30 Kilometer südöstlich von Blieskastel und 50 Kilometer von Saarbrücken). Die umliegende waldreiche Region, das Bitscher Land, ist nach ihr benannt. Der Ort wird von einem Sandsteinplateau überragt, auf und in dem die Zitadelle von Bitsch errichtet wurde. Die Zitadelle wurde 1979 als Monument historique eingestuft und ist heute ein Freilichtmuseum. Die Stadt hat auch einen Anteil am Naturpark Nordvogesen.
Nachbargemeinden von Bitsch sind Hanviller im Norden, Haspelschiedt im Nordosten, Sturzelbronn im Osten, Éguelshardt im Südosten, Mouterhouse im Süden, Lemberg und Reyersviller im Südwesten sowie Hottviller und Schorbach im Nordwesten.

### Ortsteile
Zu Bitsch gehören die Wohnplätze Bitsch-Lager (frz. Bitche-Camp), Freundenbergerhof, Ochsenmühle, Ramsteiner Mühle, Pfaffenberg, Stockbronn, Wolfsgarten und das alte Forsthaus Biesenberg sowie das Forsthaus Wolfsbronn. Ehemalige Wohnplätze sind die Kaltküche, der Rochathof und die Ziegelscheuer.

## Geschichte
Der Ort entstand aus der Burg Bithis und den zu ihren Füßen liegenden Dörfern Rohr und Kaltenhausen. Die Burg war schon 1172 vorhanden und befand sich im Besitz einer Familie, die im 12. und 13. Jahrhundert die Abteien Neuburg, Stürzelbronn
und St. Diey beschenkte.  Ältere Ortsnamen lauteten: Bitsch/Bitsche (1297), Bitchen (1321), Pitsch (1479), Bisch (1488), Bischt (1494), Bittsch (1592). 
Im 12. und 13. Jahrhundert gehörte Bitsch zum Herzogtum Lothringen. 1297 vertauschte Lothringen die Herrschaft an die Grafen von Zweibrücken-Bitsch, und Bitsch wurde somit Hauptort einer eigenständigen Herrschaft, bis die Linie 1570 ausstarb. Bitsch fiel nun im Erbgang an die lutherische Grafschaft Hanau-Lichtenberg. Jedoch wollte der Herzog von Lothringen als Lehnsherr über Bitsch das Lehen einziehen. Darüber kam es ab 1572 zu einem lange währenden Streit, der erst 1606 mit einem Vergleich beendet wurde. Bitsch fiel an Lothringen zurück und wurde in der Folge rekatholisiert. Im Dreißigjährigen Krieg wurden der Flecken und das Umland völlig verwüstet. 1680 besetzte Frankreich das Land. Der nun folgende Umbau und die Neugestaltung der mittelalterlichen Burg zu einer neuzeitlichen Festung durch Vauban und die dauernde Präsenz französischer Truppenteile beeinflussten die Entwicklung des Ortes nachhaltig.
Im 17. und 18. Jahrhundert wurde Bitsch durch Kriege immer wieder schwer in Mitleidenschaft gezogen und wechselte mehrfach die Landeszugehörigkeit zwischen Lothringen und Frankreich, bis es nach dem Tod Stanislaus Leszczynskis, des letzten Herzogs von Lothringen, 1766 mit Lothringen an Frankreich fiel.
Im Deutsch-Französischen Krieg 1870/71 verteidigte Kommandant Louis-Casimir Teyssier die Zitadelle, die seit dem 8. August 1870 von bayerischen Truppen belagert wurde. Teyssier kapitulierte erst rund einen Monat nach dem Vorfrieden von Versailles am 25. März 1871. Die deutsche Armee erlaubte den ehrenhaften Abzug der französischen Soldaten unter Waffen. Der deutsche Oberbefehlshaber Helmuth von Moltke kommentierte Bitsch in seiner Geschichte des Deutsch-Französischen Krieges wenig schmeichelhaft: „Bitsch, welches ernstlich anzugreifen nicht der Mühe werth gewesen war...“.
Während seiner Reise durch Frankreich 1871 besuchte Theodor Fontane im Mai Bitsch, um Gottfried Heller, Sohn eines Bitscher Weißgerbermeisters, wieder zu sehen, den er während seiner Kriegsgefangenschaft in Lyon kennengelernt hatte.
Fontane nutzte diese Episode, um die Schrecken des Krieges für die Zivilbevölkerung zu schildern. Nach den Kämpfen lag die Stadt in Trümmern. Die Menschen hausten in Ruinen, das tägliche Leben kam nur langsam und unter Schwierigkeiten in Gang, obwohl seit den Kämpfen mehr als 6 Monate vergangen waren.
Durch den Frankfurter Frieden vom 10. Mai 1871 kam die Region an das deutsche Reichsland Elsaß-Lothringen, und das Dorf wurde dem Kreis Saargemünd im Bezirk Lothringen zugeordnet. Die Stadt hatte ein Steueramt, eine Eisenbahnstation und ein Kollegium, an dem zehn Augustiner lehrten. Nach dem Ersten Weltkrieg musste die Region aufgrund der Bestimmungen des Versailler Vertrags 1919 an Frankreich abgetreten werden und wurde Teil des Départements Moselle. Die Zitadelle wurde als Stützpunkt in die Maginot-Linie integriert.
Im Zweiten Weltkrieg war die Region von der deutschen Wehrmacht besetzt und stand unter deutscher Verwaltung. Die Zitadelle bot den Einwohnern von Bitsch Schutz, insbesondere vor Luftangriffen.
Im Dezember 1944 versuchten amerikanische Truppen vergeblich, Bitsch einzunehmen. Sie mussten die südliche Umgebung der Stadt und das gesamte Gebiet ostwärtig davon zwischen Lauter und Moder bei einem taktischen Rückzug im Zuge der deutschen Silvesteroffensiven wieder räumen.
Am 15. März 1945, dem ersten Tag der Operation Undertone, rückten US-Truppen nach Bitsch vor und nahmen die Stadt bald darauf ein. Dabei half ihnen ihre absolute Luftüberlegenheit.
Im Sommer 1962 besuchte eine Delegation deutscher Gebirgsjäger aus Reichenhall und Berchtesgaden die Garnison Camp de Bitche und die Stadt.

### Jüdische Gemeinde
Die erste Erwähnung von Juden in Bitsch sind zwei Familien im Jahr 1690, die sich hier niedergelassen hatten. Spätestens 1697 waren sie wieder verschwunden. 1760 wurden in Nancy 14 Juden aus Bitsch wegen Diebstahls hingerichtet. Erst mit der deutschen Annexion 1871 kamen mehr Juden in die Stadt, sie waren aus dem benachbarten Deutschland und dem Elsass eingewandert. Sie handelten mit Kleidern, Stoffen, Schuhen und Vieh. Sie richteten zunächst eine Synagoge in einem gemieteten Haus ein und erwarben 1884 ein Haus, welches sie zu einer Synagoge umbauten. 1900 lebten 68 Juden, 1939 25 Familien in Bitsch. Nach 1939 wurde die Bevölkerung von Bitsch nach Westfrankreich evakuiert, auch die meisten Juden. Während der deutschen Besetzung ab 1940 wurden drei Familien deportiert und ermordet. Als einziger Jude in Bitsch überlebte Constant Hirsch den Zweiten Weltkrieg. Nach dem Krieg kamen jüdische Familien zurück, die Zahl nahm aber immer weiter ab, 1976 gab es noch 6 Familien. Seit 1970 wurde das Quorum von 10 männlichen Gläubigen (das Minjan) nicht mehr erreicht, die Synagoge wurde geschlossen.  

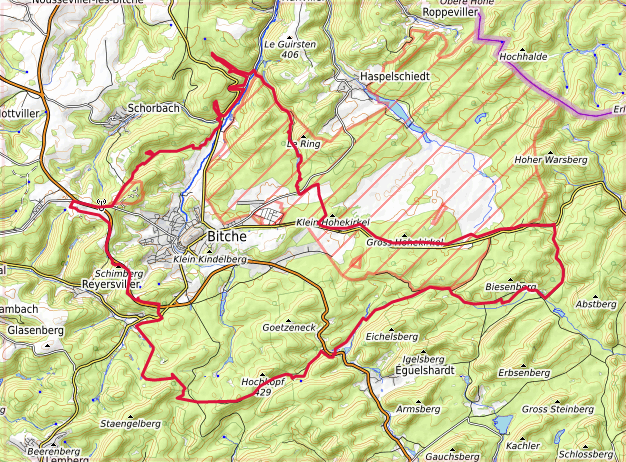
Karte
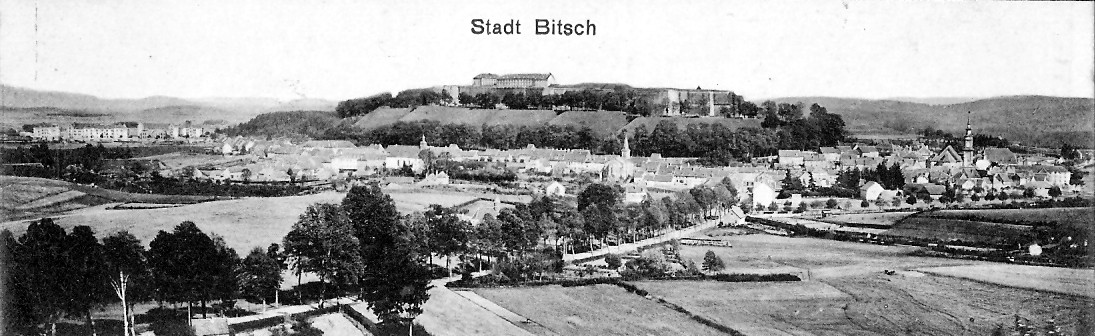
Bitsch um 1903
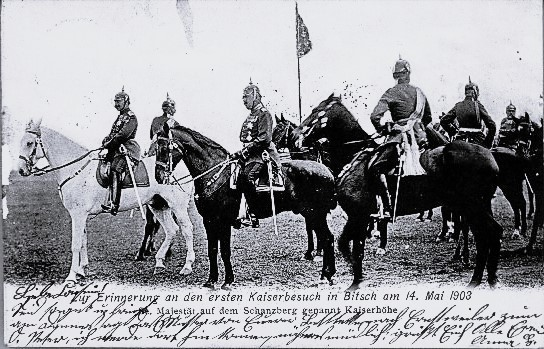
Bitsch – Geschichte: Kaiserbesuch im Jahr 1903
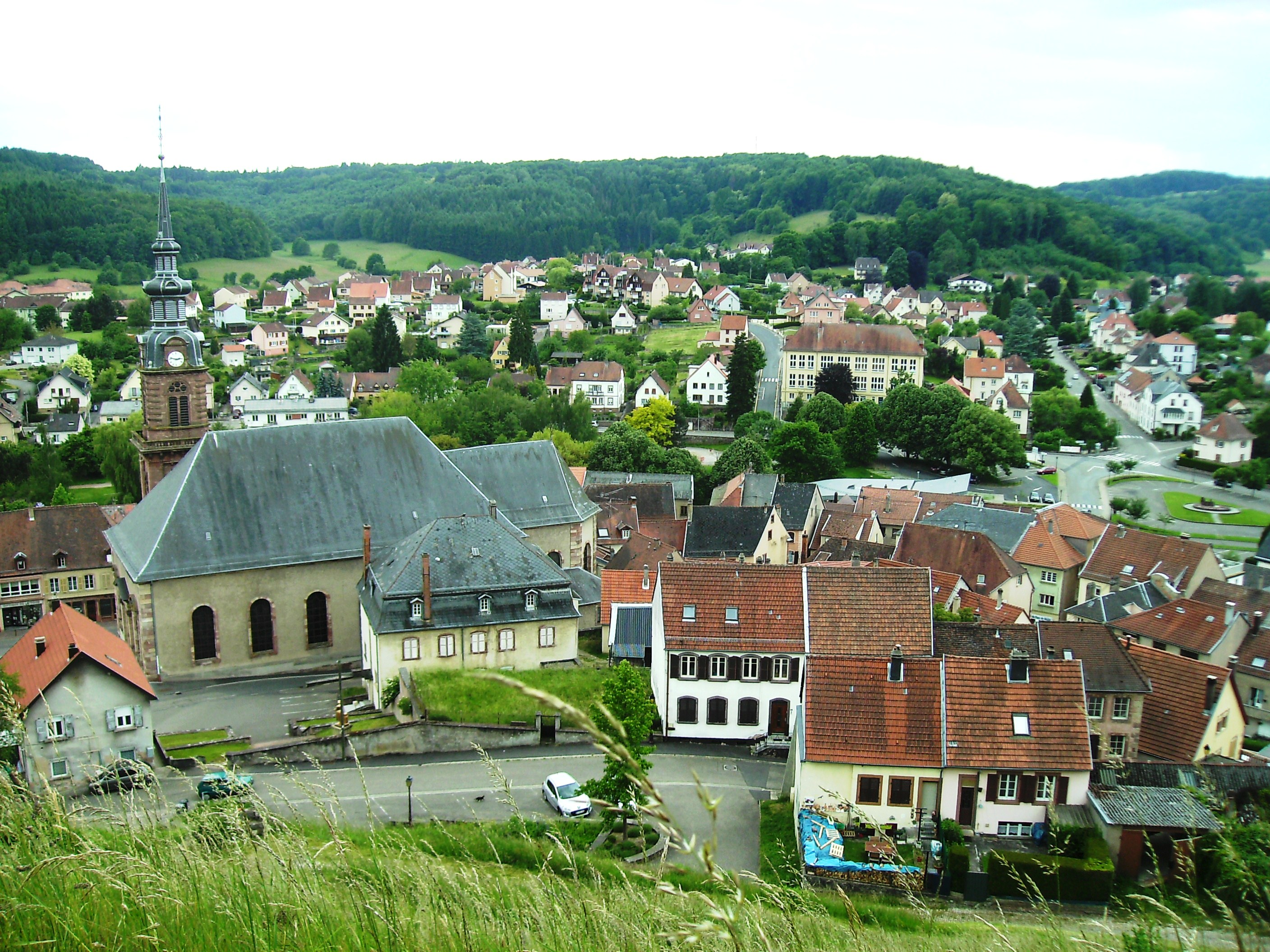
Innenstadt
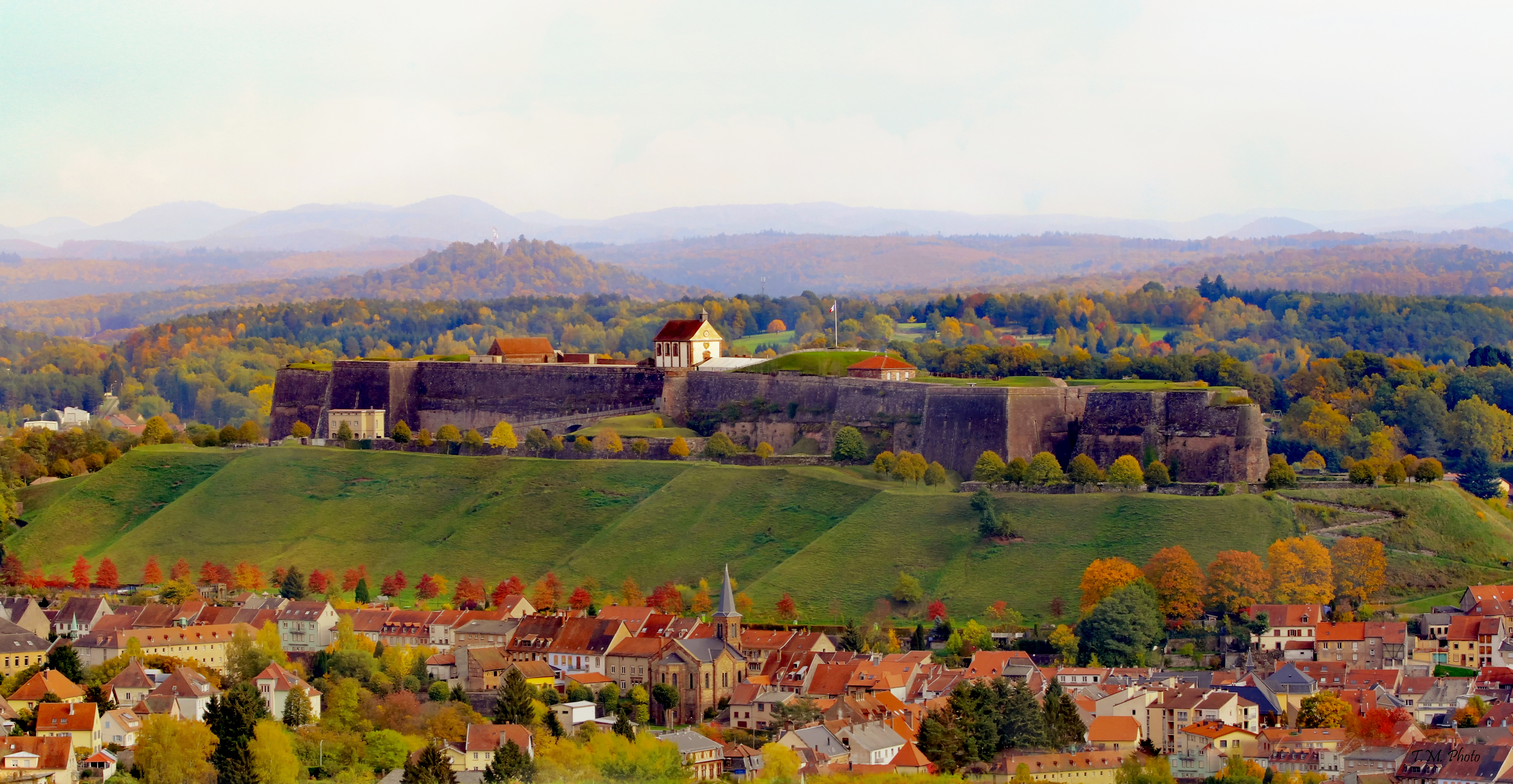
Zitadelle von Bitsch

### Demographie
| Anzahl Einwohner seit Ende des Zweiten Weltkriegs | Anzahl Einwohner seit Ende des Zweiten Weltkriegs | Anzahl Einwohner seit Ende des Zweiten Weltkriegs | Anzahl Einwohner seit Ende des Zweiten Weltkriegs | Anzahl Einwohner seit Ende des Zweiten Weltkriegs | Anzahl Einwohner seit Ende des Zweiten Weltkriegs | Anzahl Einwohner seit Ende des Zweiten Weltkriegs | Anzahl Einwohner seit Ende des Zweiten Weltkriegs | Anzahl Einwohner seit Ende des Zweiten Weltkriegs |
| ------------------------------------------------- | ------------------------------------------------- | ------------------------------------------------- | ------------------------------------------------- | ------------------------------------------------- | ------------------------------------------------- | ------------------------------------------------- | ------------------------------------------------- | ------------------------------------------------- |
| Jahr                                              | 1962                                              | 1968                                              | 1975                                              | 1982                                              | 1990                                              | 1999                                              | 2007                                              | 2019                                              |
| Einwohner                                         | 4277                                              | 5004                                              | 5055                                              | 5648                                              | 5517                                              | 5752                                              | 5555                                              | 4951                                              |

## Politik

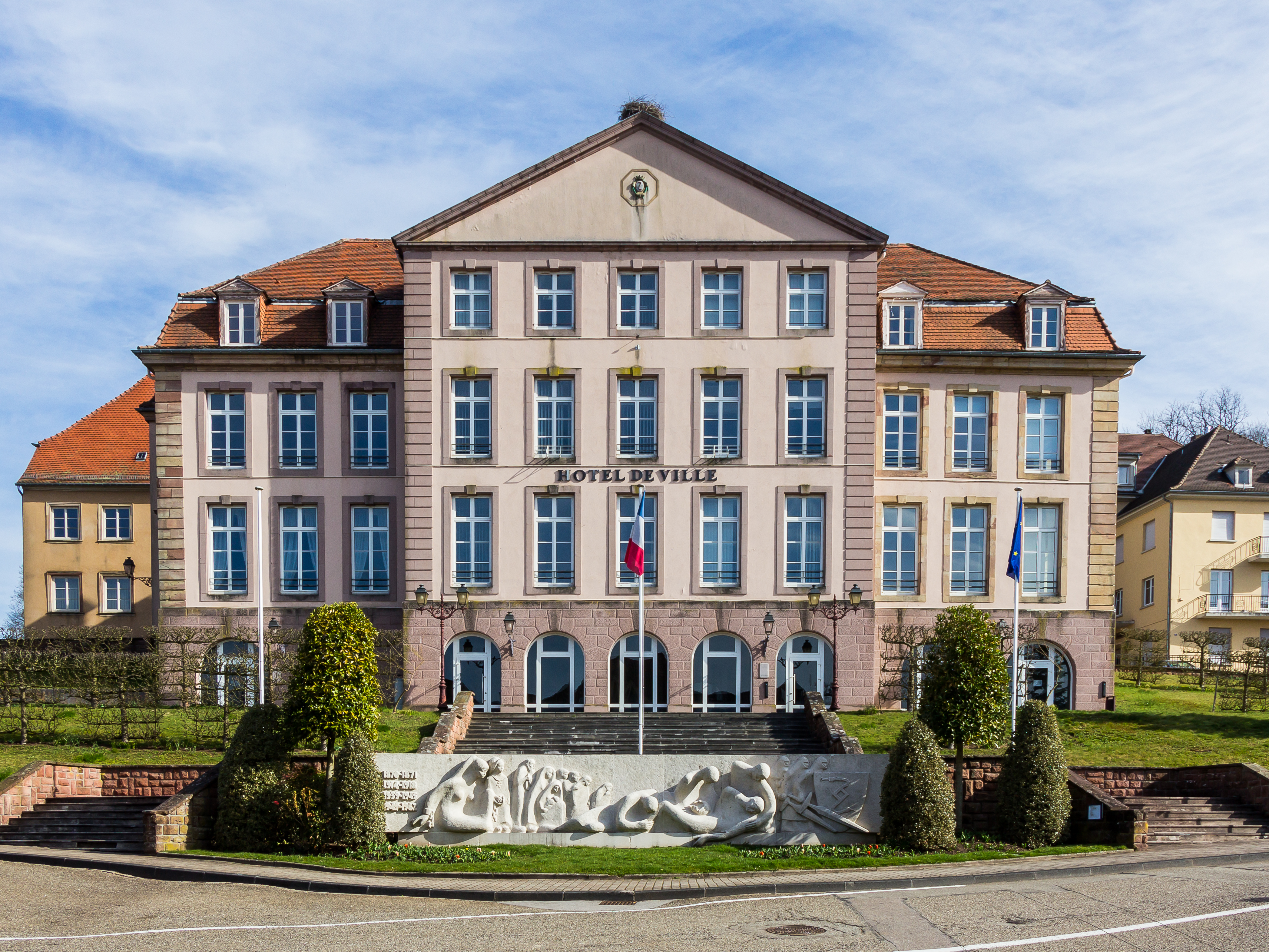
Rathaus (Hôtel de ville)

### Städtepartnerschaft
Seit 1979 besteht eine Partnerschaft zwischen Bitsch und der deutschen Stadt Lebach im Saarland.

### Wappen
| Wappen von Bitsch | Blasonierung: „In Silber eine durchbrochene schwarze Raute, aus der sich oben nach rechts und unten nach links je eine schwarze Schlange herauswindet“ |
| Wappen von Bitsch | Wappenbegründung: In der Leipziger Illustrirten Zeitung wurde vermutet, dass das Wappen ein redendes sei: die Schlange kaltblütige Geschöpfe, die Raute Grundriss eines Hauses = Kaltenhausen. Nach Lapaix, auf einer offiziellen Abbildung auf der Wiener Weltausstellung, waren die Schlangen roth und gekrönt und die Raute blau. |

## Kultur und Sehenswürdigkeiten

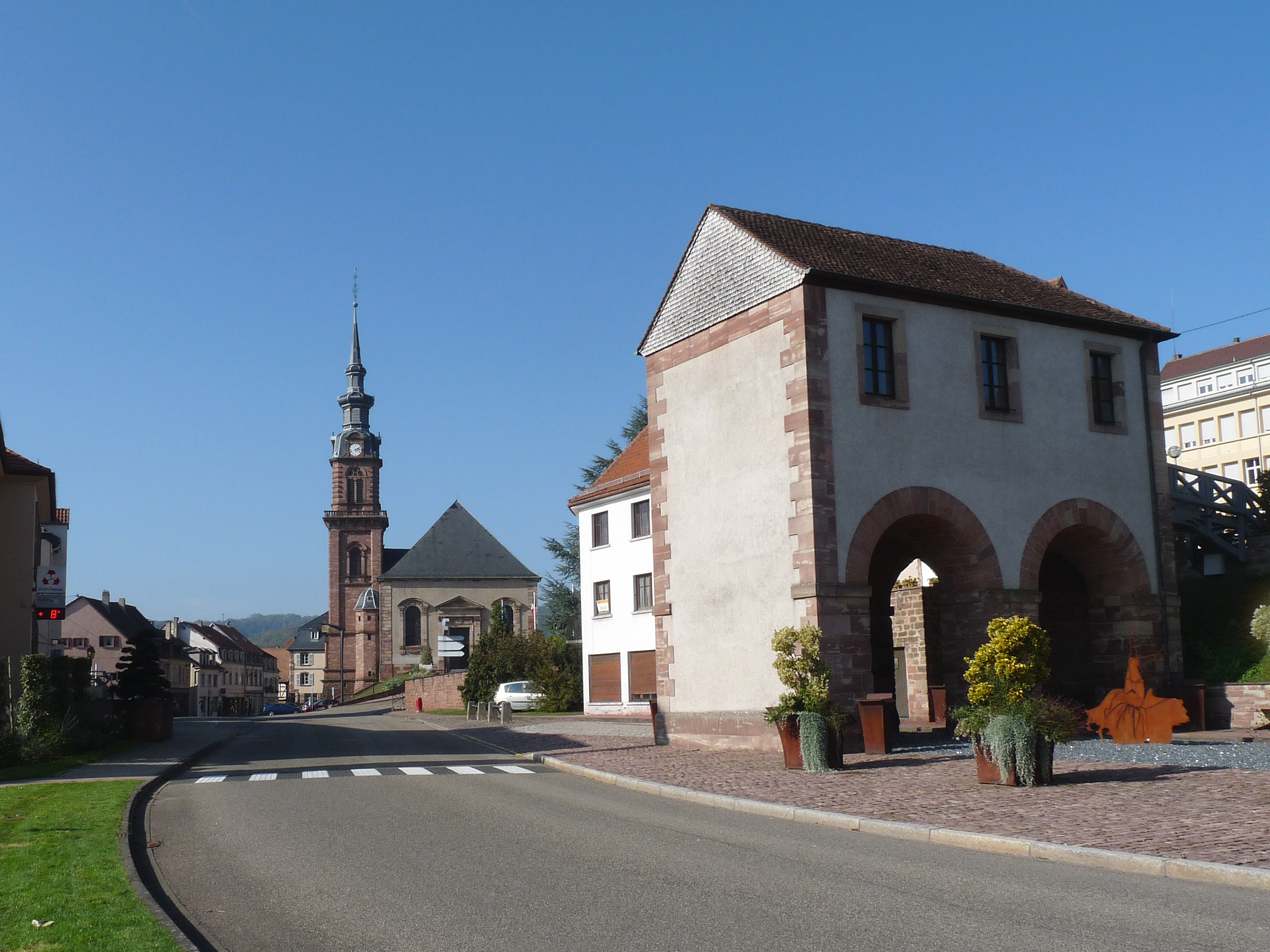
St.-Katharina-Kirche, Straßburger Tor

Bitsch liegt innerhalb des Naturparks Nordvogesen und verfügt über eine namhafte Gastronomie. Touristischer Hauptanziehungspunkt ist die ab 1680 von Vauban an Stelle einer mittelalterlichen Burg errichtete Zitadelle.
Die Zitadelle kann besichtigt werden. Mittels einer Video- und Audioführung (französisch, deutsch oder englisch) kommt man durch die im Inneren des Bauwerks gelegenen Gänge und Räume. Es ist den Machern der Ausstellung gelungen, eine wertungsfreie Darstellung des Deutsch-Französischen Krieges zu erstellen, die insbesondere den Schrecken des Krieges hervorhebt. Die kleine Kirche sowie die anderen Gebäude auf der Zitadelle – welche die Kriege überstanden hatten – wurden restauriert.
Vier Kilometer westlich der Stadt liegt das Fort Simserhof, eines der fünf wichtigsten Hauptwerke der Maginot-Linie. Die unterirdische Festungsanlage kann besichtigt werden.

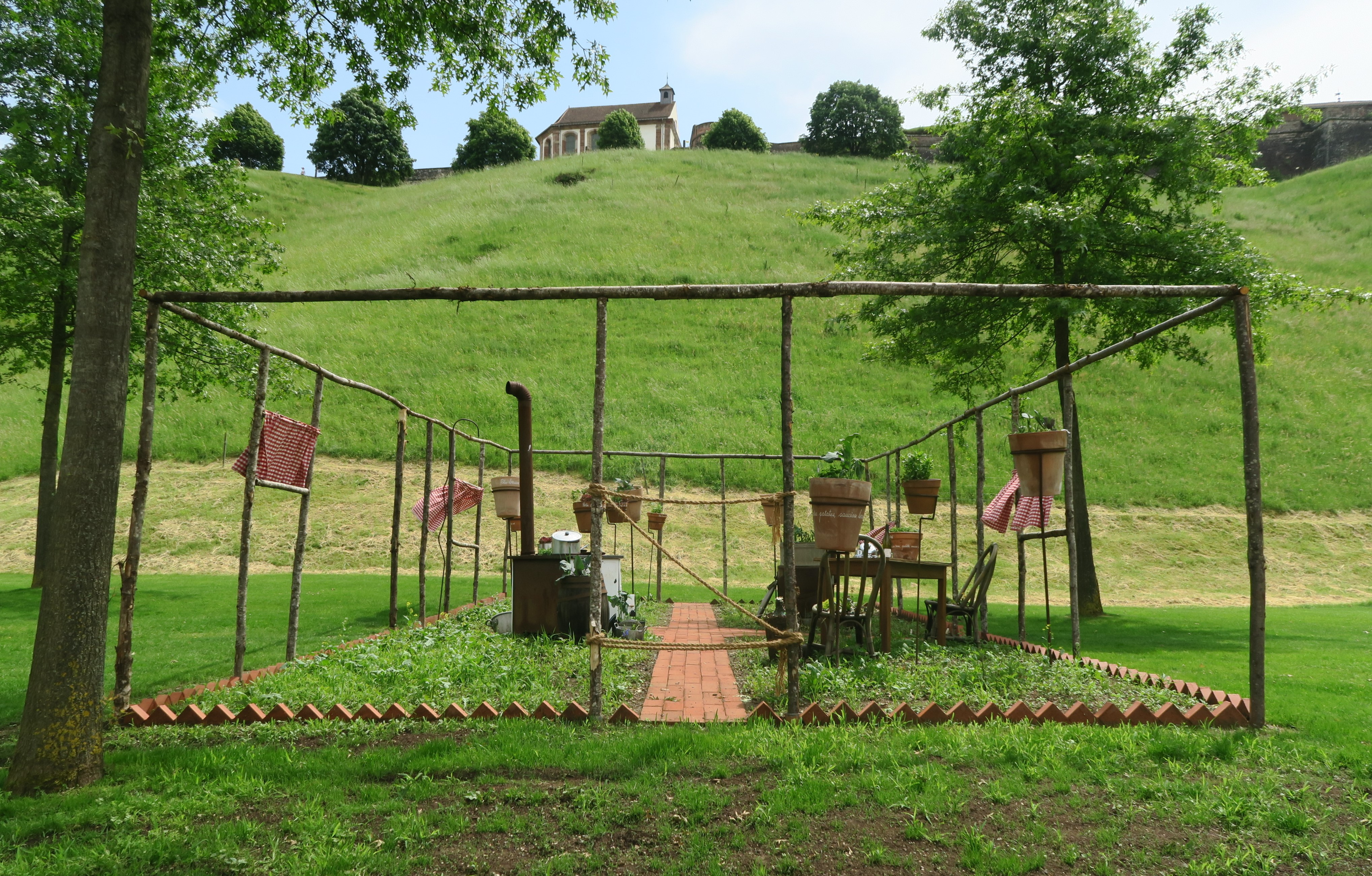
Garten für den Frieden in Bitsch am Fuß der Zitadelle

Bitsch beteiligt sich an dem internationalen Projekt Gärten ohne Grenzen mit dem Garten des Friedens, der als Verbindung zwischen Stadt und Festung angelegt ist. Die Besichtigung des Gartens ist im Eintrittspreis für die Zitadelle enthalten. Seit 2004 gibt es auch den Meteorischen Garten, der vom Internationalen Zentrum für Glaskunst in Meisenthal realisiert wurde. 2006 kam der Water Glass Garden hinzu, der englische Gartentradition mit modernem Design verbinden soll. Dieser Garten wurde von Künstlern des Hadlow College in Greenwich geschaffen.
Am Fuße der Zitadelle (Südseite) liegt ein sehenswerter kleiner Bahnhof aus wilhelminischer Zeit, dessen Bausubstanz sich noch im Originalzustand befindet.

## Verkehr
Schienenpersonennahverkehr

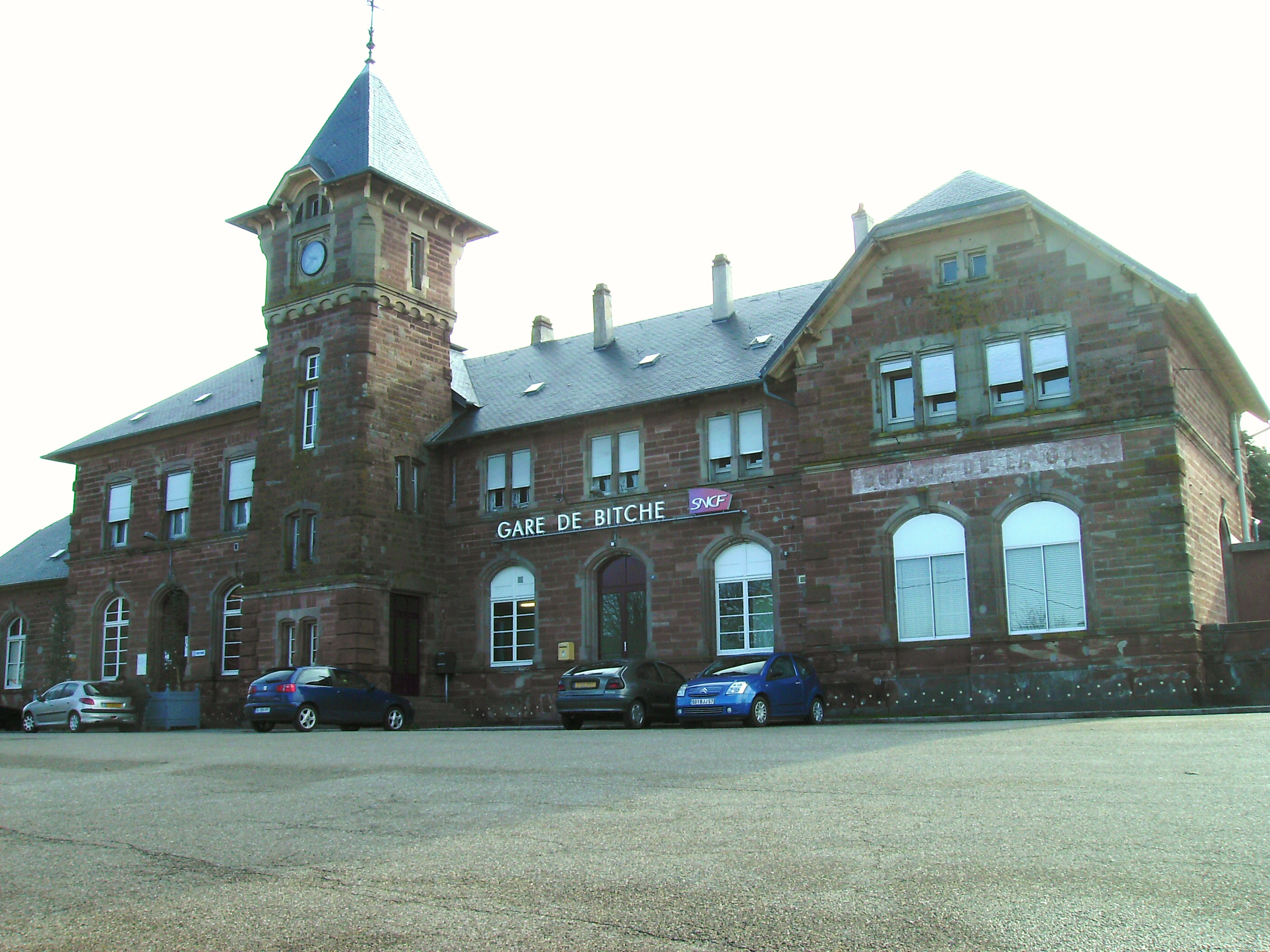
Bahnhof Bitsch

Der Bahnhof Bitsch befindet sich am stillgelegten Abschnitt Saargemünd–Niederbronn der Bahnstrecke Haguenau–Falck-Hargarten. Auf der Strecke zwischen Bitsch und Niederbronn ruht seit 1996 der Schienenverkehr komplett. Daher verkehrten in Bitsch (Endbahnhof) ab 1996 Züge von/nach Saargemünd und Metz. Wegen zu geringer Rentabilität und Oberbauschäden ist der Abschnitt Saargemünd–Bitsch seit Dezember 2011 ebenfalls stillgelegt und wird im Schienenersatzverkehr durch Busse bedient.
Linienbusverkehr
Von Bitsch aus gibt es Linienbusverkehr weiter nach Niederbronn, Hagenau und Saargemünd.
| Linienverlauf | Takt    |
| --- | ------- |
| Saargemünd – Wölflingen – Großrederchingen – Rohrbach Bf – Rohrbach Mitte – Kleinrederchingen – Enchenberg – Lemberg – Schwangerbach – Bitsch Stadtweiher – Bitsch Bf | 50 min. |
| Niederbronn Bf – Niederbronn Werk – Philippsburg – Lieschbach – Bannstein – Egelshardt – Bitsch Bf                                                                    | 30 min. |

Straßenverkehr
Die Départementstraße D 662 verläuft durch das Stadtgebiet. Von Saargemünd und den Ortsteil Neunkirchen kommend, durchquert sie Gros-Réderching, Rohrbach-lès-Bitche, Siersthal und Reyersviller, führt nach Bitsch, überquert in der Stadt den Hornbach und führt weiter durch Éguelshardt und Philippsbourg nach Niederbronn und Haguenau.
Weitere wichtige Straßen sind:
- D 35: von der D 662 in der Siedlung Frohmühle über den Simserhof und die Innenstadt nach Stürzelbronn und Wissembourg
- D 86: von der D 35 über Haspelschiedt, Waldhouse und Walschbronn zur deutsch-französischen Grenze bei Kröppen nach Pirmasens
- D 620: von der D 662 beim Anschluss am Hasselfurter Weiher nach Saargemünd (mit Anschluss bei Hottviller an die D 35A in Richtung Hornbach und Zweibrücken)
- D 962: von der D 35 nördlich der Zitadelle über Breidenbach zur D 35A bei Schweyen

## Persönlichkeiten
- Johann Reinhard I. (1569–1625), Regent der Grafschaft Hanau-Lichtenberg von 1599 bis 1625
- Marc Marie Marquis de Bombelles (1744–1822), Diplomat, römisch-katholischer Geistlicher, Bischof von Amiens 1817–1822
- Franz von Pillement (1775–1836), königlich bayerischer Generalmajor
- Auguste Daum (1853–1909), Keramiker und Glaskünstler
- Wolf Boysen (1889–1971), Offizier der Wehrmacht im Zweiten Weltkrieg
- Hermann Florstedt (1895–nach 1945), SS-Standartenführer und KZ-Kommandant
- Pierre Gabriel (1933–2015), Mathematiker
- Edgard Weber (* 1943), Historiker und Islamkenner, Professor an den Universitäten Toulouse und Strasbourg[11]